# Ivan Radulov
Ivan Radulov est un joueur d'échecs bulgare né le 7 janvier 1939 à Bourgas.

## Biographie et carrière
Grand maître international en 1972, Radulov a remporté quatre fois le championnat de Bulgarie (en 1971, 1974, 1977 et 1980-1981), les trois derniers titres étant remportés après départage. En 1968, il finit ex æquo à la première place mais perdit le match de départage contre Georgi Tringov. Radulov était ingénieur de profession.

## Olympiades d'échecs
Radulov a représenté la Bulgarie lors de huit olympiades.
Lors de sa première participation, il jouait comme remplaçant et remporta la médaille de bronze par équipe et la médaille de bronze individuelle. Par la suite, il joua comme remplaçant en 1970, au troisième échiquier en 1972 et 1980, au premier échiquier bulgare en 1974 (la Bulgarie finit quatrième) et 1978, puis au deuxième échiquier en 1982 et au quatrième échiquier en 1986.

## Succès dans les tournois internationaux
Radulov finit deuxième du tournoi de Debrecen en 1968, ex æquo avec Gedeon Barcza.
Par la suite, il remporta les tournois suivants, :
- Torremolinos 1971 (ex æquo avec Miguel Quinteros),
- Forssa-Helsinki 1972 (tournoi zonal),
- Montilla-Moriles 1974 (+2 =7) et 1975 (+3 =6, ex æquo avec Polougaïevski),
- Bajmok 1975 (ex æquo avec Matulović et Milan Vukić),
- Kikinda 1976,
- Oslo 1977,
- Stara Zagora 1977,
- Vrbas 1981, et
- Stockholm 1986-1987.

Il finit également troisième du tournoi de Kecskemét 1972, troisième du tournoi d'Albena en 1975, troisième du championnat bulgare en 1976 et deuxième de l'open de Budapest en 1985.
Radulov participa au tournoi interzonal de Léningrad en 1973 et termina 11e-12e avec 7,5 points sur 17. L'année suivante, il finit sixième du tournoi de Wijk aan Zee 1974.